# Hypoxylon munkii
Hypoxylon munkii är en svampart som beskrevs av Whalley, Hammelev & Talig. 1988. Hypoxylon munkii ingår i släktet Hypoxylon och familjen kolkärnsvampar.   Inga underarter finns listade i Catalogue of Life.